# جايسون بوميروي
جايسون بوميروي (بالإنجليزية: Jason Pomeroy)‏ هو مهندس معماري بريطاني، ولد في 27 يوليو 1974 في المملكة المتحدة.